# 8716 Ginestra
8716 Ginestra este un asteroid din centura principală de asteroizi.

## Descriere
8716 Ginestra este un asteroid din centura principală de asteroizi. A fost descoperit pe 23 septembrie 1995 la Colleverde de Vincenzo Silvano Casulli. El prezintă o orbită caracterizată de o semiaxă mare de 3,15 ua, o excentricitate de 0,11 și o înclinație de 12,8° în raport cu ecliptica.